# Edson da Mota Corrêa
Edson da Mota Corrêa (Caucaia, 9 de novembro de 1898 — Fortaleza, 2 de dezembro de 1987) foi um militar e politico brasileiro.

## Biografia
Filho de Ana Ernestina da Rocha e Antonio José Corrêa Filho, sendo que este último é natural de Açores, em Portugal, e veio para o Brasil com sua família em dezembro de 1841.

### Carreira militar
Foi verificado Praça de pré em novembro de 1918 e chegou ao cargo de de segundo-tenente em outubro de 1930. Foi Membro do 23º Batalhão de Caçadores, exercendo a função de encarregado do paiol de pólvora no bairro de Lagoa Seca em Fortaleza. Foi também delegado especial da 3ª zona policial do Ceará, tendo chegado a este cargo por meio de um decreto oficial de novembro de 1932 e exercido esse cargo por pouco tempo, deixando-o logo após ter ajudado a combater, juntamente com a Tropa do Exercito Cearense, sediada em Fortaleza, os revoltosos da Revolução constitucionalista de 1932. Foi também delegado auxiliar do estado "respondendo pelo expediente da Chefiatura de Policia no período que vai de 22 a 24 de outubro de 1934 e de 4 a 9 de novembro do mesmo ano" e subcomandante da força pública do estado do Ceará, delegado auxiliar de Fortaleza e chefe da casa militar do estado.

### Carreira politica
Em dezembro de 1931, foi nomeado, por decreto, prefeito municipal de Aracati. Em 1935, foi eleito deputado para a Assembleia Constituinte pelo então PSD, mudando depois para a UDN, dois anos depois teve o seu mandato cassado pelo golpe que deu início a Ditadura do Estado Novo, em 10 de novembro de 1937. Tendo voltando, assim a assumir suas funções militares.
Fundou a Associação de Proteção à Saúde, à Maternidade e à Infância de Caucaia (entidade criada com a função de manter o Hospital Maternidade Dr. Paulo Sarasate) e do Centro Educacional de Caucaia (responsável pelo Colégio Jânusa Corrêa). Também ocupou as funções de presidente da Comissão de Abastecimento e Preços do Ceará e de diretor do Departamento de Secas do Estado.

### Morte
Morreu em 2 de dezembro de 1987, em Fortaleza.